# Élias de Saint-Yrieix
Élias de Saint-Yrieix, noto anche come Élias de Saint-Irier o  de Saint-Yrieux (Saint-Yrieix-le-Déjalat, ... – Avignone, 10 maggio 1367), è stato un cardinale, vescovo cattolico e abate francese.
Fu un religioso benedettino, che, dopo essere stato abate, divenne vescovo e poi cardinale.

## Biografia
Entrato nell'Ordine benedettino, si addottorò in diritto e teologia. Nel 1335 divenne abate di Saint-Florent lès Saumur. Il 5 settembre 1344 venne nominato vescovo di Uzès e nel 1351 prese parte al concilio di Béziers.
Scrisse numerose opere teologiche e fu incaricato da papa Innocenzo VI di lavorare sulle informazioni relative alla vita ed ai miracoli di Elzearo da Sabrano.
Il 23 dicembre 1356 venne creato cardinale del titolo di Santo Stefano al Monte Celio. Nel 1363 optò per le sedi suburbicarie di Velletri e di Ostia, con il titolo di cardinale vescovo.
Morì il 10 maggio 1367 ad Avignone e la sua salma venne inumata nella cattedrale della città.